# إدارة الحالات الطبية
إدارة الحالات الطبية هي عملية تعاونية، لتسهيل خطط العلاج الموصى بها، لضمان توفير الرعاية الطبية المناسبة للمعوقين أو المرضى أو المصابين. وهو دور يشرف عليه كثيرًا تنظيم المدافعون عن المرضى . 
يشير هذا المصطلح إلى تخطيط وتنسيق خدمات الرعاية الصحية المناسبة لتحقيق هدف إعادة التأهيل الطبي. قد تشمل إدارة الحالات الطبية، على سبيل المثال لا الحصر، تقييم الرعاية، بما في ذلك المقابلة الشخصية مع الموظف ذو الإعاقة، والمساعدة في تطوير وتنفيذ وتنسيق خطة الرعاية الطبية مع مقدمي الرعاية الصحية، وكذلك الموظف وعائلته/ا والتقييم لنتائج العلاج.
تتطلب إدارة الحالات الطبية تقييم حالة طبية، والتطوير و المساهمة في خطة للرعاية، وتنسيق الموارد الطبية، وإبلاغ احتياجات الرعاية الصحية للفرد، ومراقبة تقدم الفرد وتعزيز الرعاية الفعالة من حيث التكلفة.
أيضًا هذا المصطلح (إدارة الحالات الطبية) يستخدم في نظام الرعاية الصحية بالولايات المتحدة الأمريكية ، في الإشارة إلى تنسيق إدارة الحالات في بيئة الرعاية المدارة .

## قراءة أكثر
- ن.ف.م.ط N04.590.233.624.250

## روابط خارجية
- "Medical case management do's & dont's". michigan.gov. Worker's Compensation Agency, State of Michigan. مؤرشف من الأصل في 2020-04-10.